# Кружево Канту
Кружево Канту — коклюшечное кружево, производимое традиционным и кустарным способом в Канту (Италия) и близлежащих деревнях.

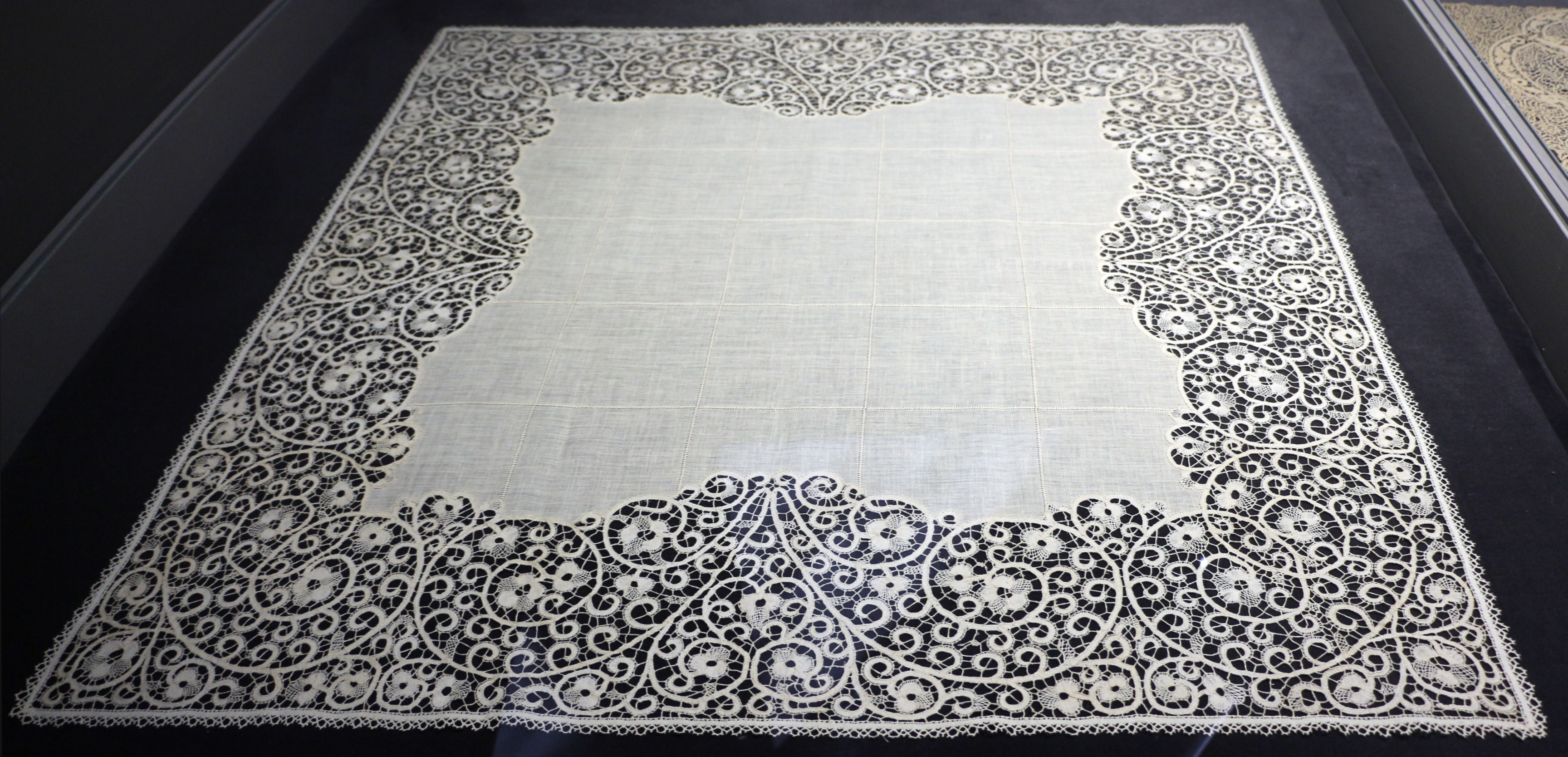
Кружевная чайная скатерть Канту

## История
Карло Аннони в своих исторических заметках о Канту (1835 г.) ссылается на происхождение кружева Канту в XI веке.
Агнес Бургундская, настоятельница бенедиктинского монастыря Санта-Мария-ди-Канту,  обучала и распространяла кружевоплетение.
Однако первые задокументированные факты кружевоплетения относятся  к концу XV века.
В Музее Средневековья в Париже кружево данного типа датируется  только периодом середины XIX века в контексте, не связанном с монашеской средой, связанном с генуэзским произведением XVII века.
Два городских монастыря бенедиктинцев Санта-Мария и августинцев Сант-Амброджо производили литургические облачения для городских церквей. У них также были свои собственные школы-интернаты, где они обучали учеников технике вышивки и кружева для создания как одежды для священников, так и мирской одежды.
В Канту кружевоплетение зародилось в XVII веке, когда монахини научили местных девушек использовать коклюшки для кружева. Женщины начали производить кружева, обменивая их на предметы первой необходимости. С этого момента по всему городу зародились школы коклюшечного кружева, и Пиццо ди Канту стал высококачественным продуктом, известным в Европе и за ее пределами.

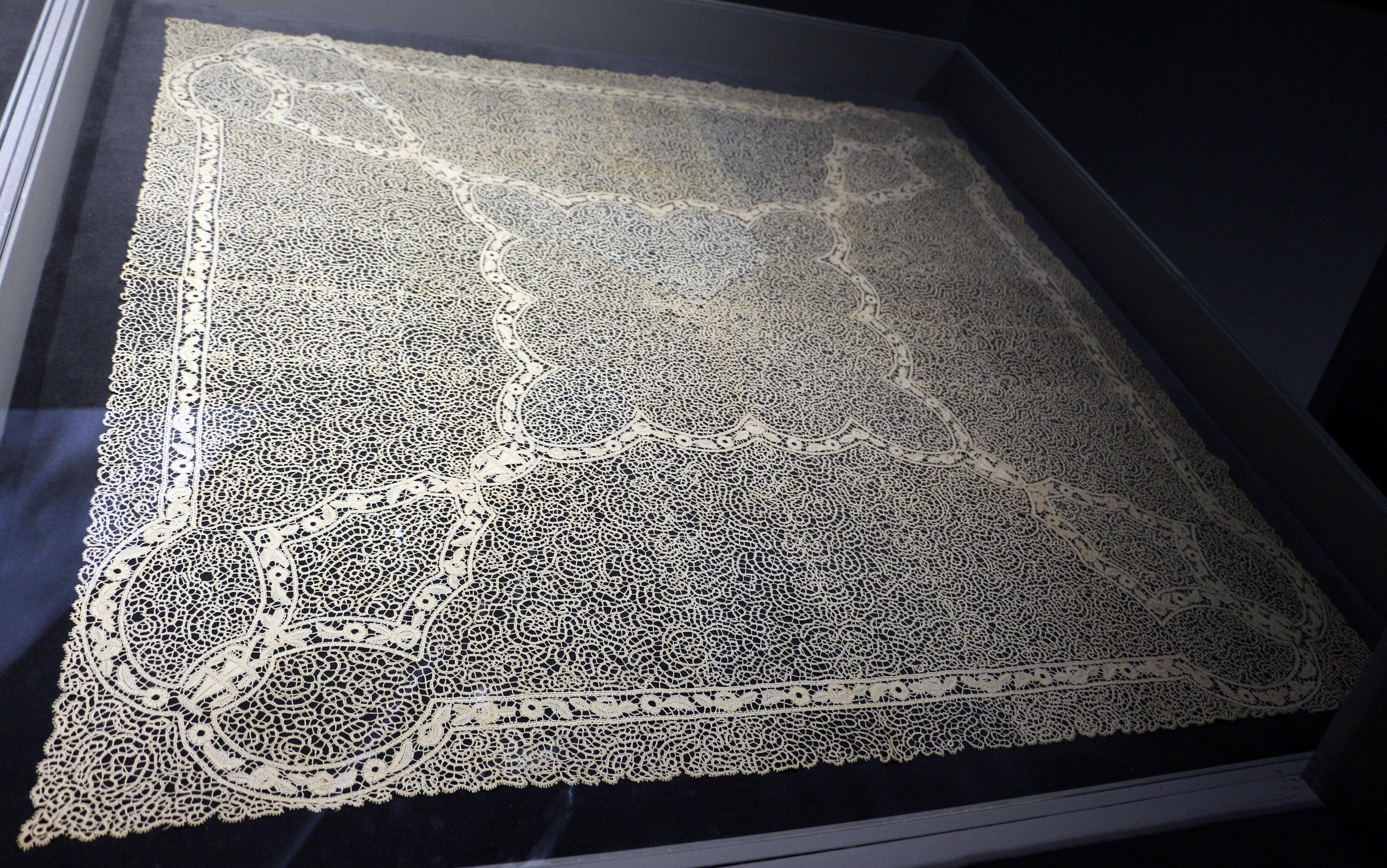
Кружево мануфактуры Canturina 1925/50

## Изготовление
Ul pizz, как его называют на брианцийском диалекте западноломбардского языка, представляет собой кружево, получаемое путем переплетения нитей, обычно хлопчатобумажных, льняных или шелковых, которые наматываются на коклюшки . Плетение выполняется на опорной основе, подушке, состоящей из цилиндрической подушки, набитой конским волосом, ul cusin, которая помещается на подставку, ul pundin, и удерживается в наклоне с помощью деревянной планки, taparela .
Для выполнения работы также понадобится картон, карта, на которой прочерчен чертеж, который просверливается или затупляется по линиям дорожки и крепится к подушке. Вам также потребуются многочисленные булавки, gügitt, для фиксации работы на бумаге, крючок ul crüscè небольшого размера (0,40 - 0,60 мм) и ножницы.
После того, как обработка завершена и дизайн, который был разработан в начале, создан, кружево Канту отделяется от опорных точек и закрепляется на ткани в качестве украшения или используется как есть, например, в случае изящной женской бижутерии.
Кружево создают несколько специалистов: дизайнер, который проектирует уток на бумаге, мастер, который делает отверстия в картоне, и, наконец, кружевница, которая делает кружево.

## Сохранение традиций
Активисты, сохраняющие кружево Канту вместе с 24 другими сообществами, представленными в различных регионах Италии, представляющими все техники и виды кружева, работают над архивом, чтобы увековечить кружево  в качестве нематериального актива в национальный представительский список.
В мае 2019 года между Сообществами и одновременно одной из соответствующих Администраций был подписан Меморандум о взаимопонимании, подтверждающий общность намерений.
Кружево Канту представлено на Биеннале кружева, которое традиционно раз в два года собирает специалистов и любителей кружева на севере Италии в регионе Ломбардия.
14-я биеннале прошла  в городе Канту.

## Награды
23 сентября 2021 года в Венеции состоялась ежегодная церемония вручения премии Европейского Союза в области культурного наследия. В категории «Преданный сервис» была награждена Рита Баргна, учитель рисования кружев Канту. Мотивация жюри заключается в следующем: «За свою карьеру Рита Баргна руководила двумя школами по обучению этому искусству, тем самым продвигая эту важную традицию. Она собрала более 3000 кружев из нескольких европейских стран с ограниченными ресурсами, возможно, это самая большая частная коллекция такого рода в Европе, в том числе 300 исключительных кружев собственного творения. Жюри также заявляет, что кружевное искусство является частью европейского нематериального наследия.

## В России
Кружево экспонировалось на выставке «Империя кружев» в Коломенском c 16 декабря 2016 года по 26 марта 2017 года, в подклете Дворца царя Алексея Михайловича.

## Примечание
1. ↑  C. Annoni, Monumenti e fatti politici e religiosi del borgo di Canturio e sua pieve, raccolti ed illustrati da Carlo Annoni proposto-parroco nel borgo stesso e dedicati a monsignor Carlo Romanò vescovo di Como, Cantù, La Grafica, 1991
2. ↑  S. DellOca, op. cit, pag. 111.
3. ↑  Pizzo di Cantù - Lavorazione Merletto - Fuselli del Tombolo - Artigianato Lombardo - Made in Italy (27 февраля 2012). Дата обращения: 4 сентября 2022. Архивировано 4 сентября 2022 года.
4. ↑  Выставочная деятельность. www.vshni.ru. Дата обращения: 4 сентября 2022. Архивировано 4 сентября 2022 года.
5. ↑  Rita Bargna (англ.). Дата обращения: 4 сентября 2022. Архивировано 4 сентября 2022 года.
6. ↑  Выставка «Империя кружев» в Коломенском. www.museum.ru. Дата обращения: 4 сентября 2022. Архивировано 4 сентября 2022 года.